# Moussa Doumbia
Moussa Doumbia – saksofonista i piosenkarz pochodzący z Mali w swojej twórczości łączący afrobeat i funk.
Moussa urodził się w Mali, następnie, w latach 70. (1972 lub 1974), przeniósł się do Abidżanu, na Wybrzeże Kości Słoniowej. W latach 80. wyjechał do Francji aby pracować tam w sklepie muzycznym. Zmarł w Mali.
Jego album pt. "Moussa Doumbia" ukazał się w 1977 roku (EMI France), następny – "Keleya", wydano w 2007 (Oriki Music, następnie 2010 przez EMI). Utwory Doumbii ukazały się także na płycie "Ivory Coast Soul – Afrofunk In Abidjan From 1972 to 1982 " (2010, Hot Casa Records).